# Platycerium ridleyi
Platycerium ridleyi är en stensöteväxtart som beskrevs av Christ. Platycerium ridleyi ingår i släktet Platycerium och familjen Polypodiaceae. Inga underarter finns listade.

## Bildgalleri

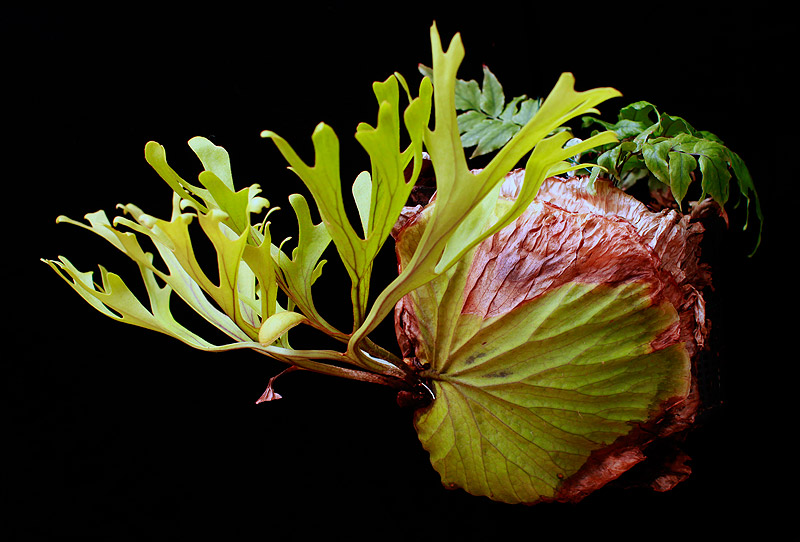